# Aeropuerto de Kaya
El Aeropuerto de Kaya (IATA: XKY, ICAO: DFCA) es un aeropuerto de uso público localizado en Kaya, Sanmatenga, Burkina Faso.